# The Roar of Jefferson Airplane
2001. július 10-én jelent meg a Jefferson Airplane The Roar of Jefferson Airplane című válogatásalbuma. Az RCA Records válogatásalbumok megjelentetésével ünnepelte fennállásának 100. évfordulóját, a sorozatba pedig az együttes dalai is bekerültek. A legtöbb válogatással ellentétben ezen nincs rajta az együttes White Rabbit című dala. A The Ballad of You & Me & Pooneilt a hozzá tematikailag is kapcsolódó The House at Pooneil Corners követi, bár eredetileg két külön albumon jelentek meg. Az albumhoz mellékelt esszében Jeff Tamarkin ismertetői olvashatók a dalokról.

## Az album dalai
1. It’s No Secret (Marty Balin) – 2:38 (Jefferson Airplane Takes Off)
2. Go to Her (Paul Kantner/Irving Estes) – 4:00 (Jefferson Airplane Takes Off)
3. Greasy Heart (Grace Slick) – 3:25 (Crown of Creation)
4. The Ballad of You & Me & Pooneil (Paul Kantner) – 4:29 (After Bathing at Baxter’s)
5. The House at Pooneil Corners (Marty Balin/Paul Kantner) – 5:51 (Crown of Creation)
6. Plastic Fantastic Lover (Marty Balin) – 2:37 (Surrealistic Pillow)
7. Somebody to Love (Darby Slick/Grace Slick) – 2:57 (Surrealistic Pillow)
8. 3/5 of a Mile in 10 Seconds (Marty Balin) – 4:50 (Surrealistic Pillow)
9. Long John Silver (Grace Slick/Jack Casady) – 4:22 (Long John Silver)
10. Feel So Good (Jorma Kaukonen) – 4:36 (Bark)
11. The Last Wall of the Castle (Jorma Kaukonen) – 2:44 (After Bathing at Baxter’s)
12. Eat Starch Mom (Grace Slick/Jorma Kaukonen) – 4:34 (Long John Silver)
13. Volunteers (Marty Balin/Paul Kantner) – 2:02 (Volunteers)
14. The Other Side of This Life (Fred Neil) – 5:13 (Live at the Fillmore East)

## Közreműködők
- A közreműködők listája megtekinthető az albumokat bemutató cikkekben.